# Скурч
Скурч (пол. Skórcz, нім. Skurz) — місто в північній Польщі.
Належить до Старогардського повіту Поморського воєводства.

## Демографія
Демографічна структура станом на 31 березня 2011 року:
|          | Загалом | Допрацездатний вік | Працездатний вік | Постпрацездатний вік |
| -------- | ------- | ------------------ | ---------------- | -------------------- |
| Чоловіки | 1773    | 405                | 1250             | 118                  |
| Жінки    | 1816    | 410                | 1099             | 307                  |
| Разом    | 3589    | 815                | 2349             | 425                  |